# 28 ноября
28 ноября — 332-й день года (333-й в високосные годы) по григорианскому календарю.
До конца года остаётся 33 дня.
До 15 октября 1582 года — 28 ноября по юлианскому календарю, с 15 октября 1582 года — 28 ноября по григорианскому календарю.
В XX и XXI веках соответствует 15 ноября по юлианскому календарю.

## Праздники и памятные дни

### Национальные
- Албания — День независимости[2] (1912); также известен как День флага[2].
- Восточный Тимор — День независимости (1975)[источник не указан 4613 дней].
- Мавритания — День независимости (1960)[3].
- Панама — День независимости (1821)[4].

### Религиозные
Католицизм
 — Память святой Катрин Лабуре;
 — память Папы Римского Григория III.
 Православие
 — Память мучеников и исповедников Гурия, Самона (299—306) и Авива Едесских (322);
 — память преподобного Паисия Величковского (1794 год);
 — память священномучеников Николая Щербакова и Петра Конардова, пресвитеров, Никиты Алмазова, диакона и мученика Григория Долинина (1937 год);
 — память мученика Димитрия (ок. 307 года);
 — память мучеников Елпидия, Маркелла и Евстохия (IV век);
 — празднование Купятицкой иконы Божией Матери (1182 год).

### Именины
- Католические[источник не указан 4613 дней]: Грегори, Екатерина.
- Православные[источник не указан 4613 дней]: Авив, Григорий, Гурий, Дмитрий, Евстохий, Елпидий, Кинтион, Маркелл, Никита, Николай, Паисий, Пётр, Самон, Стефан, Филипп, Фома, Анатолий.

## События

### До XIX века
- 1365 — на Ивановской площади Московского Кремля основан Чудов монастырь, древнейший монастырь российской столицы.
- 1520 — экспедиция Фернана Магеллана завершила проход через Магелланов пролив и вышла в Тихий океан
- 1627 — Польско-шведская война: битва при Оливе, закончившаяся победой Речи Посполитой.
- 1660 — основано Лондонское королевское общество.
- 1670 — в парижском театре Пале-Рояль состоялась премьера пьесы Мольера «Мещанин во дворянстве».

### XIX век
- 1811 — в Лейпциге впервые исполнен концерт для фортепиано с оркестром № 5 Бетховена.
- 1812 — Отечественная война 1812 года: сражение на Березине.
- 1848 — решением Национального совета и Совета кантонов Швейцарии ее столицей стал Берн (помимо Берна на роль столицы рассматривались Цюрих и Люцерн).
- 1885 — победой Княжества Болгария завершилась двухнедельная Сербско-болгарская война, унесшая около 1200 жизней.
- 1899 — Вторая англо-бурская война: сражение на реке Моддер.

### XX век
- 1905 — Артур Гриффит основал партию Шинн Фейн
- 1908 — сформирована Амурская речная флотилия.
- 1912 — принята Декларация независимости Албании от Османской империи
- 1917
  - Часть депутатов Всероссийского учредительного собрания собрались на первое заседание в намеченный Временным правительством срок. Делегаты были разогнаны, открытие Учредительного собрания перенесено на новый срок, Совет народных комиссаров РСФСР объявил Конституционно-демократическую партию вне закона Конституционно-демократическую партию.
  - Объявлено о создании Башкурдистана, первой башкирской республики.
- 1918 — Эстония подверглась нападению со стороны России, части РККА заняли Нарву, началась Эстонская освободительная война (1918—1920).
- 1942 — пожар в клубе «Коконат Гроув» в Бостоне, 492 погибших.
- 1943 — Вторая мировая война: началась Тегеранская конференция глав правительств трёх союзных держав СССР (Сталин), США (Рузвельт) и Великобритании (Черчилль).
- 1950 — основана международная организация «План Коломбо».
- 1952 — Катастрофа C-54 в Такоме, 37 погибших.
- 1960 — Мавритания провозгласила независимость от Франции.
- 1964
  - Катастрофа Ил-14 под Сурами (Грузинская ССР). Погибли 7 человек.
  - К Марсу запущена американская автоматическая станция «Маринер-4».
- 1966 — Мишель Мичомберо стал первым президентом Бурунди после свержения монархии.
- 1972
  - Катастрофа DC-8 под Москвой, погибли 62 человека.
  - Последняя казнь в Париже: в тюрьме Санте гильотинированы Клод Бюффе и Роже Бонтам.
- 1974 — последнее выступление Джона Леннона на сцене во время концерта Элтона Джона в «Мэдисон-сквер-гарден».
- 1975 — ФРЕТИЛИН провозглашает независимость Демократической республики Восточный Тимор от Индонезии.
- 1976 — катастрофа Ту-104 под Солнечногорском, погибли 73 человека.
- 1979 — катастрофа DC-10 в Антарктиде, погибли 257 человек.
- 1987 — катастрофа Boeing 747 возле Маврикия, погибли 159 человек.
- 1990 — 65-летняя Маргарет Тэтчер покинула пост премьер-министра Великобритании и лидера Консервативной партии.
- 1994 — в Норвегии состоялся второй (первый в 1972 г.) референдум о вступлении страны в Европейский союз, на котором большинство избирателей отвергли членство в ЕС.

### XXI век
- 2002 — теракт в Момбасе.
- 2010 — катастрофа Ил-76 в Карачи.
- 2016 — в авиакатастрофе погибла бо́льшая часть бразильской футбольной команды «Шапекоэнсе».

## Родились

### До XIX века
- 1118 — Мануил I Комнин (ум. 1180), византийский император.
- 1628 — Джон Баньян (ум. 1688), английский писатель и баптистский проповедник.
- 1632 — Жан-Батист Люлли (ум. 1687), французский композитор, скрипач, дирижёр.
- 1757 — Уильям Блейк (ум. 1827), английский поэт, художник и гравёр.
- 1792
  - Луи Геккерн (ум. 1884), голландский дипломат, приёмный отец Жоржа Дантеса.
  - Виктор Кузен (ум. 1867), французский философ, историк и политик.
- 1793 — Карл Юнас Луве Альмквист (ум. 1866), шведский писатель.

### XIX век
- 1820 — Фридрих Энгельс (ум. 1895), немецкий философ, историк, политик, основоположник коммунистической идеологии.
- 1829 — Антон Рубинштейн (ум. 1894), российский композитор, пианист, дирижёр, основатель первой русской консерватории.
- 1830 — Владимир Вешняков (ум. 1906), русский экономист и статистик, сенатор, член Госсовета.
- 1837 — Джон Хайат (ум. 1920), американский химик, инженер, изобретатель целлулоида.
- 1838 — Александр Опекушин (ум. 1923), русский скульптор, академик.
- 1844 — Анджело Мазини (ум. 1926), итальянский оперный певец (тенор).
- 1849 — Василий Канский (ум. после 1921), российский лингвист, филолог, переводчик и педагог.
- 1856 — Александр Кастальский (ум. 1926), русский композитор, хоровой дирижёр, фольклорист, музыковед.
- 1857 — Альфонсо XII (ум. 1885), король Испании (1874—1885).
- 1868
  - Джеймс Коннолли (ум. 1957), американский легкоатлет и писатель, олимпийский чемпион (1896).
  - Майю Лассила (при рожд. Альгот Тиетявяйнен; ум. 1918), финский писатель, журналист, революционер.
- 1880 — Александр Блок (ум. 1921), поэт, писатель, публицист, драматург, переводчик, литературный критик, классик русской литературы.
- 1881 — Стефан Цвейг (ум. 1942), австрийский писатель, драматург и журналист.
- 1887 — Эрнст Рём (убит в 1934), один из лидеров немецких национал-социалистов, руководитель СА.
- 1894 — Аркадий Фидлер (ум. 1985), польский натуралист, путешественник и писатель.

### XX век
- 1903 — Глэдис О’Коннор (ум. 2012), канадская актриса.
- 1906 — Дмитрий Лихачёв (ум. 1999), советский и российский филолог, культуролог, искусствовед, академик АН СССР и РАН, общественный деятель.
- 1907 — Альберто Моравиа (ум. 1990), итальянский писатель и журналист.
- 1908 — Клод Леви-Стросс (ум. 2009), французский антрополог, этнолог, социолог, философ, культуролог.
- 1915 — Константин Симонов (ум. 1979), советский поэт, прозаик, драматург, общественный деятель.
- 1919 — Михаил Жарковский (ум. 2007), советский актёр театра и кино.
- 1922 — Галина Новожилова (ум. 2021), актриса театра и кино, радиоведущая, заслуженная артистка РСФСР.
- 1924 — Деннис Брутус (ум. 2009), южноафриканский общественный деятель, журналист, борец против апартеида.
- 1925 — Йожеф Божик (ум. 1978), венгерский футболист, тренер, олимпийский чемпион (1952).
- 1927
  - Абдул Халим Муадзам Шах (ум. 2017), выборный король Малайзии (Янг ди-Пертуан Агонг) в 1970—1975 и 2011—2016 гг.
  - Степан Пучинян (ум. 2018), советский и российский киноактёр, кинорежиссёр, сценарист, народный артист РФ.
- 1929 — Берри Горди, американский музыкальный продюсер, основатель компании Motown Records.
- 1930 — Игорь Золотусский, советский и российский историк литературы, писатель, литературный критик.
- 1932 — Зиновий Высоковский (ум. 2009), советский и российский актёр театра и кино, артист эстрады, народный артист РФ.
- 1943
  - Александр Кнайфель (ум. 2024), советский и российский композитор. Заслуженный деятель искусств Российской Федерации (1996).
  - Рэнди Ньюман, американский певец, автор песен, лауреат премий «Оскар», «Грэмми», «Эмми».
- 1948 — Агнешка Холланд, польская кинорежиссёр и сценаристка.
- 1949 — Александр Годунов (ум. 1995), советский и американский артист балета, киноактёр, заслуженный артист РСФСР.
- 1950
  - Рассел Халс, американский астрофизик, открывший двойной пульсар PSR B1913+16, нобелевский лауреат (1993).
  - Эд Харрис, американский актёр кино и телевидения, кинорежиссёр, сценарист, продюсер, лауреат двух «Золотых глобусов».
- 1955 — Алессандро Альтобелли, итальянский футболист, чемпион мира (1982).
- 1956
  - Savage (наст. имя Роберто Дзанетти), итальянский певец, композитор, автор текстов песен, продюсер, представитель итало-диско.
  - Андрей Ургант, советский и российский актёр театра и кино, телеведущий, шоумен.
- 1960 — Джон Гальяно, эпатажный английский модельер, бывший арт-директор модного дома Christian Dior.
- 1961 — Альфонсо Куарон, мексиканский кинорежиссёр, сценарист, продюсер, обладатель пяти «Оскаров», двух «Золотых глобусов» и др. наград.
- 1962 — Йон Рённинген, норвежский борец греко-римского стиля, двукратный олимпийский чемпион (1988, 1992).
- 1963 — Умар Ли, малийский политический деятель, премьер-министр Мали (2013—2014).
- 1964 — Хорхе Капитанич, аргентинский политик и экономист, председатель кабинета министров (2002 и 2013—2015).
- 1967 — Анна Николь Смит (наст. имя Вики Линн Хоган; ум. 2007), американская супермодель, актриса, телеведущая, продюсер, режиссёр, сценаристка.
- 1972 — Еспер Стрёмблад, шведский музыкант, гитарист.
- 1977
  - Фабио Гроссо, итальянский футболист, чемпион мира (2006).
  - Эйсер Нетеркотт (ум. 2013), британский спортсмен, призёр Олимпийских игр в академической гребле (2008).
- 1979 — Chamillionaire (наст. имя Хаким Серики), американский рэпер.
- 1982 — Леандро Барбоза, бразильский баскетболист, чемпион НБА (2015).
- 1983
  - Нельсон Вальдес, парагвайский футболист.
  - Эдуар Роже-Васслен, французский теннисист.
- 1984
  - Эндрю Богут, австралийский баскетболист, чемпион НБА (2015).
  - Мэри Элизабет Уинстед, американская актриса кино и телевидения.
  - Марк-Андре Флёри, канадский хоккейный вратарь, обладатель Кубка Стэнли, олимпийский чемпион (2010).
- 1985 — Альваро Перейра, уругвайский футболист.
- 1990
  - Юлия Зиверт (урожд. Юлия Сытник), российская поп-певица.
  - Дедрик Бойата, бельгийский футболист.

## Скончались

### До XIX века
- 1666 — Даниелюс Клейнас (р. 1609), автор первой грамматики литовского языка (1653).
- 1680 — Джованни Лоренцо Бернини (р. 1598), итальянский архитектор и скульптор.
- 1725 — Никита Демидов (р. 1656), тульский кузнец, родоначальник династии уральских горнозаводчиков.
- 1794 — барон Фридрих Вильгельм фон Штойбен (р. 1730), офицер прусской армии, гофмаршал баденского двора, инструктор и генеральный инспектор Континентальной армии.

### XIX век
- 1801 — Деода де Доломьё (р. 1750), французский геолог и минералог, в честь которого назван минерал доломит.
- 1859 — Вашингтон Ирвинг (р. 1783), американский писатель.
- 1870 — Фредерик Базиль (р. 1841), французский художник, один из основоположников импрессионизма.
- 1885 — Ян Паплонский (р. 1819), действительный статский советник, писатель-публицист Царства Польского.
- 1886 — Евгений Березин (р. 1833), русский педагог и гидрограф, начальник гидрографической экспедиции Балтийского моря[9].
- 1891 — Семён Панпушко (р. 1856), русский химик-артиллерист.
- 1898 — Конрад Фердинанд Мейер (р. 1825), швейцарский новеллист и поэт.

### XX век
- 1907 — Станислав Выспяньский (р. 1869), польский поэт, драматург, художник.
- 1914 — Иоганн Вильгельм Гитторф (р. 1824), немецкий физик и химик, открывший ионы.
- 1921 — Абдул-Баха (р. 1844), иранский религиозный деятель, один из основателей веры бахаи.
- 1939 — Джеймс Нейсмит (р. 1861), изобретатель баскетбола.
- 1945 — Дуайт Дэвис (р. 1879), американский теннисист, позднее член правительства США, инициатор соревнований по теннису, ныне носящих название Кубок Дэвиса.
- 1949 — Владимир Образцов (р. 1874), русский советский учёный в области транспорта, академик АН СССР.
- 1954 — Энрико Ферми (р. 1901), итальянский физик, лауреат Нобелевской премии (1938).
- 1960 — Ричард Райт (р. 1908), американский писатель.
- 1968
  - Энид Мэри Блайтон (р. 1897), английская детская писательница.
  - Владимир Локтев (р. 1911), дирижёр, педагог, композитор, заслуженный деятель искусств РСФСР.
- 1974 — Константин Мельников (р. 1890), русский и советский архитектор-авангардист.
- 1976 — Розалинд Расселл (р. 1907), американская актриса, обладательница пяти премий «Золотой глобус».
- 1980 — Нахум Гутман (р. 1898), израильский художник-пейзажист, иллюстратор, график и детский писатель.
- 1982 — Александр Беляков (р. 1897), советский штурман, генерал-лейтенант авиации, Герой Советского Союза.
- 1983 — Ояр Вациетис (р. 1933), латышский поэт.
- 1992 — Сидней Нолан (р. 1917), австралийский живописец-абстракционист, график.
- 1993 — Евгений Птичкин (р. 1930), советский и российский композитор.
- 1994 — Джерри Рубин (р. 1938), американский бизнесмен, пацифист, один из лидеров движения Йиппи.
- 1995 — Евгений Шутов (р. 1926), актёр театра и кино, народный артист РСФСР.

### XXI век
- 2001
  - Игорь Стечкин (р. 1922), советский и российский конструктор стрелкового оружия.
  - Владимир Шинкарук (р. 1928), советский и украинский философ.
- 2006 — Любовь Полищук (р. 1949), советская и российская актриса театра и кино.
- 2010
  - Владимир Маслаченко (р. 1936), советский и российский телекомментатор, футбольный вратарь.
  - Лесли Нильсен (р. 1926), американский комедийный актёр.
- 2011
  - Чарльз Коваль (р. 1940), американский астроном.
  - Кен Рассел (р. 1927), английский кинорежиссёр.
- 2015 — Люк Бонди (р. 1948), швейцарский режиссёр театра и кино, сценарист, писатель, актёр.
- 2016
  - Николай Булычёв (р. 1932), советский и российский учёный-геомеханик.
  - Марк Тайманов (р. 1926), советский шахматист, международный гроссмейстер.
- 2021
  - Александр Градский (р. 1949), советский и российский композитор, певец и поэт-песенник.
  - Фрэнк Уильямс (р. 1942), основатель и руководитель британской команды Формулы-1 WilliamsF1.
- 2023 — Чарльз Мангер (р. 1924), американский адвокат, экономист и профессиональный инвестор.

## Приметы
Гурьев день. Гурий, Самон и Авив — хранители семейного очага.
- С этого дня все нечистые убегают с земли, завидев зиму на пегой кобыле, и прячутся в преисподнюю до самых Зимних Святок.
- Рождённого в этот день одаривали в старину мерой овса, возом сена.
- Если снег добрый, то лежать ему до половодья[10][неавторитетный источник].
- Коли в Гурьев день кони ржут — то это добрый знак[11][неавторитетный источник].